# Спиро Симеонов
Спиро Якимов Симеонов е български революционер, ресенски войвода на Вътрешната македоно-одринска революционна организация.

## Биография
Спиро Симеонов е роден през ноември 1881 година в ресенското село Дупени (Долно Дупени или Горно Дупени), тогава в Османската империя. Завършва трети прогимназиален клас в Ресен и работи като бакалин. Присъединява се към ВМОРО през 1901 година и действа като куриер. След Илинденско-Преображенското въстание се премества в Ресен, през 1904 година се прехвърля в Цариград и оттам през 1907 година емигрира в Дейтън, САЩ.
След Младотурската революция през 1908 г. се завръща в Македония. От 1909 година е в нелегалност и до 1912 година е четник кри Кръсте Трайков. По време на Балканската война е доброволец в Македоно-одринското опълчение. Между 1913 и 1914 година лежи в сръбски затвор, откъдето бяга и подновява революционната си дейност. През 1915 година по време на Първата световна война е назначен за председател на българска община в Ресенско около селата Наколец и Подмочани. След края на войната се установява в София, където членува в Илинденската организация и на Ресенското благотворително братство. Повторно заминава за САЩ, установява се в град Акрън и отваря собствен ресторант. Активен член е на МПО „Пелистер“. Съпругата му, дъщеря му Тодорка и синовете му Димитър и Атанас живеят в Ресен към 1941 година.
Умира на 21 март 1960 година.